# Program rolnośrodowiskowy
Program rolnośrodowiskowy – instrument finansowy Unii Europejskiej służący zachęcaniu rolników do stosowania praktyk rolniczych prowadzących do ekologizacji produkcji rolniczej, która powinna być czymś więcej niż dobra praktyka rolnicza.
Programy rolnośrodowiskowe mają zapewnić integrację rozwoju gospodarki rolnej z ochroną środowiska poprzez minimalizowanie negatywnych skutków i maksymalizowanie pozytywnych efektów działalności rolniczej.
System produkcji rolniczej przyjaznej dla środowiska obejmuje:
- ograniczenie negatywnych skutków dla środowiska naturalnego wynikających z procesu produkcyjnego,

- dbałość o walory przyrodnicze i kulturowe na terenie gospodarstwa,

- wprowadzenie ograniczeń odnośnie do stosowania środków produkcji, tak by wykorzystać naturalny potencjał produkcyjny agrocenoz.

Program rolnośrodowiskowy składa się z czterech podprogramów:
- ochrona różnorodności biologicznej obszarów wiejskich,

- ochrona środowiska przyrodniczego i krajobrazu,

- rolnictwo ekologiczne,

- ochrona zasobów genowych w rolnictwie.

Programy rolnośrodowiskowe wprowadzono na mocy rozporządzenia 2078/92 WE z 1992 roku, co zostało utrzymane w kolejnych rozporządzeniach związanych ze wspólną polityką rolną UE.

## Programy rolnośrodowiskowe w Polsce
W Polsce programy rolnośrodowiskowe funkcjonują od wejścia do UE. Są one elementem Programu Rozwoju Obszarów Wiejskich (wcześniej Planu Rozwoju Obszarów Wiejskich) i ich cykl związany jest z cyklem PROW, jak również cyklem budżetowym UE. W związku z tym pierwszy program rolnośrodowiskowy obowiązywał w latach 2004–2006, a kolejny w okresie 2007–2013, przy czym, ze względu na system wdrażania i rozliczania, w praktyce działania programu 2004–2006 są przewidziane do pierwszych miesięcy 2012 roku. Między kolejnymi programami oprócz różnic w wysokości konkretnych płatności, istnieją niewielkie różnice merytoryczne, np. od 2007 roku obowiązuje dłuższa lista gatunków i odmian (ras), których dotyczy ochrona zasobów genetycznych.
Program rolnośrodowiskowy z lat 2004–2006 obejmował 7 przedsięwzięć (pakietów) rolnośrodowiskowych podzielonych na 40 wariantów:
- S01 – Rolnictwo zrównoważone
- S02 – Rolnictwo ekologiczne
- P01 – Utrzymanie łąk ekstensywnych
- P02 – Utrzymanie ekstensywnych pastwisk
- K01 – Ochrona gleb i wód
- K02 – Strefy buforowe
- G01 – Ochrona rodzimych ras zwierząt gospodarskich.

W programie 2007–2013 pakiety są podobne, podzielone na 49 wariantów:
1. Rolnictwo zrównoważone
2. Rolnictwo ekologiczne
3. Ekstensywne trwałe użytki zielone
4. Ochrona zagrożonych gatunków ptaków i siedlisk przyrodniczych poza obszarami Natura 2000
5. Ochrona zagrożonych gatunków ptaków i siedlisk przyrodniczych na obszarach Natura 2000
6. Zachowanie zagrożonych zasobów genetycznych roślin w rolnictwie
7. Zachowanie zagrożonych zasobów genetycznych zwierząt w rolnictwie
8. Ochrona gleb i wód
9. Strefy buforowe[1]